# TUE Hyundai-Rotem (ViaQuatro)
O TUE Hyundai-Rotem (ViaQuatro) é um TUE fabricado pela empresa Hyundai Rotem entre os anos de 2009 a 2017 operada pela concessionária ViaQuatro, responsável pela Linha 4 do Metrô de São Paulo.

## História

### Projeto e fabricação
Após a concessão da Linha 4 em 2006, o governo de São Paulo obteve um financiamento de US$ 550 milhões do Banco Mundial para a compra de 14 trens e o fornecimento de sinalização para a nova linha. Em 3 de dezembro de 2007 a recém formada concessionária ViaQuatro celebrou um contrato de fornecimento de 14 trens e do sistema de sinalização CBTC com o consórcio Siemens/Hyundai Rotem. A entrega do primeiro trem foi prevista para o fim de 2009.  
Naquele momento, era o terceiro contrato seguido da Hyundai Rotem para o fornecimento de trens ao Brasil com financiamento pelo Banco Mundial (o primeiro foi o do Metrô de Salvador e o segundo com o sistema de Trens Urbanos do Rio de Janeiro). Enquanto a empresa coreana alegava que seus trens eram 10% mais baratos que os fabricados no Brasil, os fabricantes brasileiros alegaram que os preços eram até 30% menores para forçar a entrada da Hyundai Rotem no mercado brasileiro.
Os trens foram fabricados na Coréia do Sul, tendo como principal característica a ausência de um operador humano, sendo operados por computadores.   A adoção dessa tecnologia gerou protestos do sindicato dos Metroviários que alegou ser um risco entregar a operação dos trens a um computador.  
O primeiro trem chegou ao porto de Santos em 1 de janeiro de 2010. Os dois últimos, do lote de quatorze, chegaram em 29 de julho daquele ano.